# Johannes Punt
Johannes Philippus Punt (1906 - Oosterbeek, 22 september 2001) was een Nederlands esperantist en radiopresentator.
Van 1950 tot 1966 verzorgde Punt het programma Socialistisch Nieuws in Esperanto bij de VARA. Het duurde tien minuten en werd drie keer per week rond middernacht uitgezonden. Als zodanig maakte hij een televisieoptreden als gast van Willem Duys in zijn Voor de vuist weg-show.
Daarnaast was hij van 1952 tot 1958 redacteur van het cursusblad La Progresanto (De gevorderde) en was hij lid van het landelijk Esperanto examencomité. Hij was ook actief als redactielid bij Esperantoclubs van spoorwegarbeiders, blinden en de stad Utrecht. 